# Torre civica (Luzzara)
La torre civica è una torre situata in piazza Ermes Ferrari a Luzzara, in provincia di Reggio Emilia. È uno dei simboli del paese emiliano.

## Storia
Il 23 ottobre 1702 le milizie francesi minarono la parte del castello che guardava verso Guastalla, e parte della rocca con la sua imponente torre. La comunità luzzarese aveva fin dall'inizio manifestato il desiderio di costruire un'altissima torre con il materiale recuperato dalle macerie della vecchia Torre della Rocca e delle fortificazioni.
Nel 1724 cominciò utilizzando, per l'impalcatura, il legname giunto da Guastalla offerto dal Duca. I lavori furono sospesi, per mancanza di denaro, lasciando la torre nella parte superiore, quadrata.
Nel 1780 la determinazione della comunità di Luzzara portò al completamento la Torre con la costruzione della cupola sulla quale venne disposta una copertura di zinco. Il 15 settembre 1780 fu posta in cima alla Torre la croce con il Luccio raggiungendo così l'altezza di 55 metri.
Originariamente la torre aveva solo due quadranti di orologio, uno a nord e uno a sud, secondo la direttrice di via Avanzi, la strada principale di Luzzara; a seguito dell'apertura, nel 1911, del viale della Stazione, negli anni 20 si decise di costruire un terzo quadrante verso est e di spostare gli altri due più in alto.

## La leggenda dell'altezza della torre
La torre è più alta dei suoi 55 metri; in parte la torre è stata costruita alla base dei vecchi fossati del castello di Luzzara, ed attualmente sotto il piano di calpestio al piano terra esiste un piano interrato profondo circa 2,5 m, che costituiva un tempo il piano terra della torre.
Il livello dell'attuale piazza venne innalzato al livello della via Avanzi solo nel 1911, riempiendo il vecchio fossato di terra per costruire l'attuale piazza Ferrari, occupata un tempo dalla rocca e dai suoi fossati.